# ロロサエ・モナムール
『ロロサエ・モナムール』（LOROSAE MON AMOUR）は、2005年7月30日に発売されたソウル・フラワー・ユニオンの8枚目のアルバム。

## 解説
前2作（『シャローム・サラーム』『ラヴ・プラスマイナス・ゼロ』）が実質上「企画盤」的色合いの濃い作品であったため、本作は『スクリューボール・コメディ』以来4年ぶりの「オリジナル・フル・アルバム」といえる内容になっている。
実際、全曲が、ようやく落ち着いたパーマネント・メンバーによるスタジオ録音であり（「全曲」という意味では、『エレクトロ・アジール・バップ』以来になる）、ドラムの伊藤孝喜、ベースのJIGEN加入以降の、現行リズム隊による初アルバムでもある。上記の理由により、『スクリューボール・コメディ』以降ライヴで演奏されていた「新曲群」が本作に多数収録されており、00年代上半期のソウル・フラワーが凝縮された内容になっている。
以前あった「実験性」は影を潜め、中川敬や奥野真哉のルーツであるロックンロールやブルースなどルーツ・ミュージックが自然な形で顔を出し、それらがユーロ・トラッドや民謡、ジャズ、レゲエなどと絶妙にブレンドしている。彼ら特有の「非戦」というテーマも、ここにきて「個人の物語」という表現が際立ってきており、楽曲を書く中川敬自身が「新たな地平に立っている」と言い切る本作である（また中川は、雑誌のインタヴューなどで「今のソウル・フラワー・ユニオンのファースト・アルバム」と言っている）。
なお、「ロロサエ」とは東ティモールのテトン語で「日が昇る」という意味であり、東ティモールの人たちは自国のことを「ティモール・ロロサエ」と呼んでいる。「モナムール」はフランス語で「我が愛」なので、「日のいづる国、我が愛」ということになる。

## 収録曲
1. 神頼みより安上がり KAMIDANOMI (CHEAPER THAN PRAYING TO GOD)
2. アル・ファジュル AL FAJR (DAYBREAK)
3. 松葉杖の男 MATSUBAZUE NO OTOKO (THE MAN ON CRUTHES)
4. ひかり HIKARI (LIGHT)
5. 酒と共に去りぬ SAKE TO TOMO NI SARINU (GONE WITH THE LIQUOR)
6. パンチドランカーの夢 THE PUNCH-DRUNKARD'S DREAM
7. アル・ファジュル・フローズン・ブラス AL FAJR FROZEN BRASS
8. 見世物小屋から愛を込めて FROM THE FREAK SHOW WITH LOVE
9. 不死身のポンコツ車 PONKOTSU GURUMA (IMMORTAL OLD BANGER)
10. 零年エレジー ZERONEN ELEGY (ELEGY FOR THE YEAR ZERO)
11. 最前線ララバイ SAIZENSEN LULLABY (FRONT LINE LULLABY)
12. 無防備な女の子とドタ靴の俺 MUBOUBI NA ONNANOKO (THE DEFENCELESS GIRL AND ME IN SHABBY SHOES)
13. 完璧な朝～ア・ルータ・コンティヌーア！ PERFECT MORNING ～ A LUTA CONTINUA！
14. 星降る島～オーマルシラ・オーウルシーラ HOSHI FURU SHIMA ～ OH MALUK SIRA, OH ULUN SIRA (ISLAND OF FALLING STARS)

## 備考
- M-3 映画評論家・浅田修一の死去がモチーフになっている。
- M-4 オムニバス・アルバム『風ガハランダ唄』（2004年9月発売）に、中川敬のソロ・ヴァージョンが存在する。
- M-6 映画『アンチェイン』がモチーフになっている。
- M-14は、東ティモールのシンガーソングライターで元山岳ゲリラ兵のヘルデール・アレキソ・ロペスの曲に、中川敬が日本語詞を付けたもの。